# Gare de Thouaré
Gare de Thouaré vasútállomás Franciaországban, Thouaré-sur-Loire településen.

## Vasútvonalak
Az állomást az alábbi vasútvonalak érintik:
- Tours–Saint-Nazaire-vasútvonal

## Kapcsolódó állomások
A vasútállomáshoz az alábbi állomások vannak a legközelebb:
- Gare de Nantes (Gare de Saint-Nazaire)
- Gare de Mauves-sur-Loire (Gare de Tours)